# Svampedyr
Svampedyr (Mycetozoa) er en infrarække af protozoer, i rækken Amoebozoa.

## Klassifikation
Infrarække: Mycetozoa
- Klasse: Stelamoebea
  - Orden: Protostelida
  - Orden: Dictyosteliida
- Klasse: Myxogastrea (Ægte slimsvampe)
  - Orden: Parastelida
  - Orden: Echinosteliida
  - Orden: Liceida
  - Orden: Trichiida
  - Orden: Stemonitida (eks. Brefeldia maxim (kæmpe slimsvamp)
  - Orden: Physarida (Eks. Physarum polycephalum (tænkende slimdyr), Fuligo)